# Albumy numer jeden w roku 2018 (Japonia)
Notowanie Weekly Album Chart (jap. 週間アルバムランキング Shūkan Arubamu Chāto) przedstawia najlepiej sprzedające się albumy w Japonii. Publikowane jest ono przez magazyn Oricon Style, a dane skompletowane zostały przez Oricon w oparciu o cotygodniowe wyniki sprzedaży fizycznej albumów. Poniżej znajdują się tabele prezentujące najpopularniejsze albumy w danych tygodniach w roku 2018.
Notowanie Billboard Japan Hot Albums publikowane jest przez magazyn Billboard, a dane kompletowane są w oparciu o sprzedaż albumów (fizyczną i cyfrową) oraz dane pochodzące z Gracenote – ile razy dana płyta została włożona do komputera.

## Oricon Weekly Album Chart
| Data            | Album | Wykonawca                                 | Źródło |
| --------------- | --- | ----------------------------------------- | ------ |
| 1 stycznia      | Tomo arite... (jap. 友ありて・・)                                                                                   | Boys and Men                              | [ 1 ]  |
| 8 stycznia      | 092 | HKT48                                     | [ 2 ]  |
| 15 stycznia     | WESTival | Johnny’s West                             | [ 3 ]  |
| 22 stycznia     | Boku dake no kimi ~Under Super Best~ (jap. 僕だけの君〜Under Super Best〜)                                          | Nogizaka46                                | [ 4 ]  |
| 29 stycznia     | Everybody!! | Wanima                                    | [ 5 ]  |
| 5 lutego        | Bokutachi wa, ano hi no yoake o shitteiru (jap. 僕たちは、あの日の夜明けを知っている)                               | AKB48                                     | [ 6 ]  |
| 12 lutego       | COUNTDOWN | EXO                                       | [ 7 ]  |
| 19 lutego       | Hatachi no Morning Musume. (jap. 二十歳のモーニング娘。)                                                            | Morning Musume. 20th                      | [ 8 ]  |
| 26 lutego       | XYZ=repainting | Sexy Zone                                 | [ 9 ]  |
| 5 marca         | I | Juju                                      | [ 10 ] |
| 12 marca        | Greatest Showman (jap. グレイテスト・ショーマン)                                                                    | Różni artyści                             | [ 11 ] |
| 19 marca        | BEST | Daichi Miura                              | [ 12 ] |
| 26 marca        | Toys Blood Music | Kazuyoshi Saitō                           | [ 13 ] |
| 2 kwietnia      | EPCOTIA | NEWS                                      | [ 14 ] |
| 9 kwietnia      | Sakanazukan (jap. 魚図鑑)                                                                                           | Sakanaction                               | [ 15 ] |
| 16 kwietnia     | FACE YOURSELF | BTS                                       | [ 16 ] |
| 23 kwietnia     | Yuming kara no, koi no ota. (jap. ユーミンからの、恋のうた。 Yūmin kara no, koi no ota.)                            | Yumi Matsutōya                            | [ 17 ] |
| 30 kwietnia     | SHINee THE BEST FROM NOW ON                                                                                         | SHINee                                    | [ 18 ] |
| 7 maja          | Yummy!! | Kis-My-Ft2                                | [ 19 ] |
| 14 maja         | HYBRID FUNK | ENDRECHERI                                | [ 20 ] |
| 21 maja         | LiSA BEST -Way- | Lisa                                      | [ 21 ] |
| 28 maja         | MAGIC | EXO-CBX                                   | [ 22 ] |
| 4 czerwca       | MOMOIRO CLOVER Z BEST ALBUM „Momo mo jū, bancha mo debana” (jap. MOMOIRO CLOVER Z BEST ALBUM「桃も十、番茶も出花」) | Momoiro Clover Z                          | [ 23 ] |
| 11 czerwca      | GR8EST | Kanjani ∞                                 | [ 24 ] |
| 18 czerwca      | FUTURE | Sandaime J Soul Brothers from Exile Tribe | [ 25 ] |
| 25 czerwca      | Kisses and Kills | The Oral Cigarettes                       | [ 26 ] |
| 2 lipca         | Hashiridasu shunkan (jap. 走り出す瞬間)                                                                             | Hiragana Keyakizaka46                     | [ 27 ] |
| 9 lipca         | Hatsukoi (jap. 初恋)                                                                                                | Hikaru Utada                              | [ 28 ] |
| 16 lipca        | V-enus | Urashimasakatasen                         | [ 29 ] |
| 23 lipca        | Sōzō (jap. 想像) | Junho (From 2PM)                          | [ 30 ] |
| 30 lipca        | CAST | KAT-TUN                                   | [ 31 ] |
| 6 sierpnia      | STAR OF WISH | Exile                                     | [ 32 ] |
| 13 sierpnia     | Umi no Oh, Yeah!! (jap. 海のOh, Yeah!!)                                                                             | Southern All Stars                        | [ 33 ] |
| 20 sierpnia     | Umi no Oh, Yeah!! (jap. 海のOh, Yeah!!)                                                                             | Southern All Stars                        | [ 34 ] |
| 27 sierpnia     | Future Pop | Perfume                                   | [ 35 ] |
| 3 września      | SENSE or LOVE | Hey! Say! JUMP                            | [ 36 ] |
| 10 września     | COLOR A LIFE | AAA                                       | [ 37 ] |
| 17 września     | Love Yourself: Answer (jap. LOVE YOURSELF 結 'Answer')                                                              | BTS                                       | [ 38 ] |
| 24 września     | BDZ | Twice                                     | [ 39 ] |
| 1 października  | TOMORROW | Tōhōshinki                                | [ 40 ] |
| 8 października  | RETURN | iKON                                      | [ 41 ] |
| 15 października | Jūryoku to kokyū (jap. 重力と呼吸)                                                                                  | Mr. Children                              | [ 42 ] |
| 22 października | Jūryoku to kokyū (jap. 重力と呼吸)                                                                                  | Mr. Children                              | [ 43 ] |
| 29 października | Jūryoku to kokyū (jap. 重力と呼吸)                                                                                  | Mr. Children                              | [ 44 ] |
| 5 listopada     | Ketsunopolis 11 (jap. ケツノポリス11)                                                                               | Ketsumeishi                               | [ 45 ] |
| 12 listopada    | COLOR*IZ | IZ*ONE                                    | [ 46 ] |
| 19 listopada    | YES or YES | Twice                                     | [ 47 ] |
| 26 listopada    | MAD TRIGGER CREW VS Matenrō (jap. MAD TRIGGER CREW VS 麻天狼)                                                       | MAD TRIGGER CREW, Matenrō                 | [ 48 ] |
| 3 grudnia       | Love Collection 2 ~pink~                                                                                            | Kana Nishino                              | [ 49 ] |
| 10 grudnia      | UNLEASHED | Tomohisa Yamashita                        | [ 50 ] |
| 17 grudnia      | ALL TIME BEST 1998-2018                                                                                             | Kobukuro                                  | [ 51 ] |
| 24 grudnia      | ANTI ANTI GENERATION                                                                                                | Radwimps                                  | [ 52 ] |
| 31 grudnia      | POP VIRUS | Gen Hoshino                               | [ 53 ] |

## BillboardJapan Hot Albums
| Data            | Album                                                                                    | Wykonawca                                 | Źródło  |
| --------------- | ---------------------------------------------------------------------------------------- | ----------------------------------------- | ------- |
| 1 stycznia      | Tomo arite... (jap. 友ありて・・)                                                        | Boys and Men                              | [ 54 ]  |
| 8 stycznia      | 092                                                                                      | HKT48                                     | [ 55 ]  |
| 15 stycznia     | WESTival                                                                                 | Johnny’s West                             | [ 56 ]  |
| 22 stycznia     | Boku dake no kimi ~Under Super Best~ (jap. 僕だけの君〜Under Super Best〜)               | Nogizaka46                                | [ 57 ]  |
| 29 stycznia     | Everybody!!                                                                              | Wanima                                    | [ 58 ]  |
| 5 lutego        | Bokutachi wa, ano hi no yoake o shitteiru (jap. 僕たちは、あの日の夜明けを知っている)    | AKB48                                     | [ 59 ]  |
| 12 lutego       | COUNTDOWN                                                                                | EXO                                       | [ 60 ]  |
| 19 lutego       | Hatachi no Morning Musume. (jap. 二十歳のモーニング娘。)                                 | Morning Musume. 20th                      | [ 61 ]  |
| 26 lutego       | XYZ=repainting                                                                           | Sexy Zone                                 | [ 62 ]  |
| 5 marca         | Greatest Showman (jap. グレイテスト・ショーマン)                                         | Różni artyści                             | [ 63 ]  |
| 12 marca        | Greatest Showman (jap. グレイテスト・ショーマン)                                         | Różni artyści                             | [ 64 ]  |
| 19 marca        | BEST                                                                                     | Daichi Miura                              | [ 65 ]  |
| 26 marca        | Greatest Showman                                                                         | Różni artyści                             | [ 66 ]  |
| 2 kwietnia      | EPCOTIA                                                                                  | NEWS                                      | [ 67 ]  |
| 9 kwietnia      | Sakanazukan (jap. 魚図鑑)                                                                | Sakanaction                               | [ 68 ]  |
| 16 kwietnia     | FACE YOURSELF                                                                            | BTS                                       | [ 69 ]  |
| 23 kwietnia     | Yuming kara no, koi no ota. (jap. ユーミンからの、恋のうた。 Yūmin kara no, koi no ota.) | Yumi Matsutōya                            | [ 70 ]  |
| 30 kwietnia     | SHINee THE BEST FROM NOW ON                                                              | SHINee                                    | [ 71 ]  |
| 7 maja          | Yummy!!                                                                                  | Kis-My-Ft2                                | [ 72 ]  |
| 14 maja         | HYBRID FUNK                                                                              | ENDRECHERI                                | [ 73 ]  |
| 21 maja         | LiSA BEST -Way-                                                                          | Lisa                                      | [ 74 ]  |
| 28 maja         | Love Yourself: Tear (jap. LOVE YOURSELF 轉 'Tear')                                       | BTS                                       | [ 75 ]  |
| 4 czerwca       | Adam to Eve no ringo (jap. アダムとイヴの林檎)                                           | Różni artyści                             | [ 76 ]  |
| 11 czerwca      | GR8EST                                                                                   | Kanjani ∞                                 | [ 77 ]  |
| 18 czerwca      | FUTURE                                                                                   | Sandaime J Soul Brothers from Exile Tribe | [ 78 ]  |
| 25 czerwca      | Kisses and Kills                                                                         | The Oral Cigarettes                       | [ 79 ]  |
| 2 lipca         | Hashiridasu shunkan (jap. 走り出す瞬間)                                                  | Hiragana Keyakizaka46                     | [ 80 ]  |
| 9 lipca         | Hatsukoi (jap. 初恋)                                                                     | Hikaru Utada                              | [ 81 ]  |
| 16 lipca        | Hatsukoi (jap. 初恋)                                                                     | Hikaru Utada                              | [ 82 ]  |
| 23 lipca        | Hatsukoi (jap. 初恋)                                                                     | Hikaru Utada                              | [ 83 ]  |
| 30 lipca        | CAST                                                                                     | KAT-TUN                                   | [ 84 ]  |
| 6 sierpnia      | STAR OF WISH                                                                             | Exile                                     | [ 85 ]  |
| 13 sierpnia     | Umi no Oh, Yeah!! (jap. 海のOh, Yeah!!)                                                  | Southern All Stars                        | [ 86 ]  |
| 20 sierpnia     | Umi no Oh, Yeah!! (jap. 海のOh, Yeah!!)                                                  | Southern All Stars                        | [ 87 ]  |
| 27 sierpnia     | Future Pop                                                                               | Perfume                                   | [ 88 ]  |
| 3 września      | SENSE or LOVE                                                                            | Hey! Say! JUMP                            | [ 89 ]  |
| 10 września     | COLOR A LIFE                                                                             | AAA                                       | [ 90 ]  |
| 17 września     | Love Yourself: Answer (jap. LOVE YOURSELF 結 'Answer')                                   | BTS                                       | [ 91 ]  |
| 24 września     | BDZ                                                                                      | Twice                                     | [ 92 ]  |
| 1 października  | TOMORROW                                                                                 | Tōhōshinki                                | [ 93 ]  |
| 8 października  | RETURN                                                                                   | iKON                                      | [ 94 ]  |
| 15 października | Jūryoku to kokyū (jap. 重力と呼吸)                                                       | Mr. Children                              | [ 95 ]  |
| 22 października | Jūryoku to kokyū (jap. 重力と呼吸)                                                       | Mr. Children                              | [ 96 ]  |
| 29 października | Jūryoku to kokyū (jap. 重力と呼吸)                                                       | Mr. Children                              | [ 97 ]  |
| 5 listopada     | Ketsunopolis 11 (jap. ケツノポリス11)                                                    | Ketsumeishi                               | [ 98 ]  |
| 12 listopada    | Jūryoku to kokyū                                                                         | Mr. Children                              | [ 99 ]  |
| 19 listopada    | hadaka e.p.                                                                              | My Hair is Bad                            | [ 100 ] |
| 26 listopada    | MAD TRIGGER CREW VS Matenrō (jap. MAD TRIGGER CREW VS 麻天狼)                            | MAD TRIGGER CREW, Matenrō                 | [ 101 ] |
| 3 grudnia       | Love Collection 2 ~pink~                                                                 | Kana Nishino                              | [ 102 ] |
| 10 grudnia      | UNLEASHED                                                                                | Tomohisa Yamashita                        | [ 103 ] |
| 17 grudnia      | ALL TIME BEST 1998-2018                                                                  | Kobukuro                                  | [ 104 ] |
| 24 grudnia      | ANTI ANTI GENERATION                                                                     | Radwimps                                  | [ 105 ] |
| 31 grudnia      | POP VIRUS                                                                                | Gen Hoshino                               | [ 106 ] |